# Oreodera albata
Oreodera albata es una especie de escarabajo longicornio del género Oreodera, tribu Acrocinini, subfamilia Lamiinae. Fue descrita científicamente por Villiers en 1971.
El período de vuelo ocurre durante todos los meses del año. Se alimenta de plantas de las familias Euphorbiaceae y Sapotaceae.

## Descripción
Mide 11,5-19 milímetros de longitud.

## Distribución
Se distribuye por Brasil, Guayana Francesa, Panamá, Perú y Venezuela.